# Humanoid
Humanoid è il quarto album in studio del gruppo musicale tedesco Tokio Hotel, pubblicato il 2 ottobre 2009 dalla Universal Music Group.
L'album ha venduto oltre 400 000 copie mondialmente.

## Descrizione
Il titolo è stato scelto da Bill Kaulitz, proviene da fantascienza e significa "simile ad un essere umano" o "umanoide". La parola è pronunciata in modo diverso in tedesco e in inglese, ma è scritto alla stessa maniera in modo che possa avere lo stesso nome in entrambe le lingue. Il disco è uscito il 2 ottobre 2009, in 6 versioni: 3 in inglese e 3 in tedesco ognuna con le rispettive versioni Deluxe e Super Deluxe. È composto da 12 brani rispetto ai 25 scritti dalla band. Nella canzone Zoom Into Me, in tedesco Zoom, il chitarrista Tom Kaulitz suona il pianoforte, mentre nel brano World Behind My Wall, versione inglese di Lass Uns Laufen♙ il pianoforte viene suonato dal bassista Georg Listing.

## Welcome to Humanoid City Tour
Nel 2010 si è svolto, partendo da Lussemburgo, il loro tour mondiale chiamato Welcome to Humanoid City Tour, che ha toccato le principali città dell'Europa e di alcune dell'America Meridionale.

## Tracce
Testi di Dave Roth, Pat Benzner, David Jost e Bill Kaulitz (eccetto dove indicato), musiche di Dave Roth, Pat Benzner, David Jost e Tom Kaulitz (eccetto dove indicato).

### Edizione tedesca
1. Komm – 3:53
2. Sonnensystem – 3:52
3. Automatisch – 3:16
4. Lass Uns Laufen – 4:15 (testo: Dave Roth, Pat Benzner, David Jost, Bill Kaulitz, Guy Chambers – musica: Dave Roth, Pat Benzner, David Jost, Guy Chambers, Tom Kaulitz)
5. Humanoid – 3:45
6. Für Immer Jetzt – 3:37
7. Kampf Der Liebe – 3:51 (testo: Dave Roth, Pat Benzner, David Jost, Bill Kaulitz, Guy Chambers – musica: Guy Chambers, Dave Roth, Pat Benzner, David Jost, Tom Kaulitz)
8. Hunde – 3:41 (testo: Dave Roth, Pat Benzner, David Jost, Bill Kaulitz, Martin Kierszenbraum – musica: Dave Roth, Pat Benzner, David Jost, Tom Kaulitz, Kristian D. Nord)
9. Menschen Suchen Menschen – 3:45 (testo: Dave Roth, Pat Benzner, David Jost, Bill Kaulitz, The Matrix – musica: Dave Roth, Pat Benzner, David Jost, The Matrix, Tom Kaulitz)
10. Alien – 2:55
11. Geisterfahrer (feat. Jana Pallaske) – 4:29
12. Zoom – 4:29 (testo: Dave Roth, Pat Benzner, David Jost, Bill Kaulitz, Desmond Child – musica: Dave Roth, Pat Benzner, Desmond Child, David Jost, Tom Kaulitz)

Tracce bonus nell'edizione deluxe
1. Träumer – 3:02 (testo: Dave Roth, Pat Benzner, David Jost, Bill Kaulitz, The Matrix – musica: The Matrix, Dave Roth, Pat Benzner, David Jost, Tom Kaulitz)
2. Hey du – 3:02 (testo: Dave Roth, Pat Benzner, David Jost, Bill Kaulitz, The Matrix – musica: The Matrix, Dave Roth, Pat Benzner, David Jost, Tom Kaulitz)
3. That Day – 3:27 (testo: Dave Roth, Pat Benzner, David Jost, Bill Kaulitz, The Matrix – musica: The Matrix, Dave Roth, Pat Benzner, David Jost, Tom Kaulitz)
4. Screamin' – 2:56 (testo: The Matrix, Dave Roth, Pat Benzner, David Jost, Jonathan Davis, Bill Kaulitz – musica: The Matrix, Dave Roth, Pat Benzner, David Jost, Jonathan Davis, Tom Kaulitz)

### Edizione internazionale
1. Noise – 3:53
2. Darkside of the Sun – 3:52
3. Automatic – 3:16
4. World Behind My Wall – 4:15 (testo: Dave Roth, Pat Benzner, David Jost, Bill Kaulitz, Guy Chambers – musica: Dave Roth, Pat Benzner, David Jost, Guy Chambers, Tom Kaulitz)
5. Humanoid – 3:45
6. Forever Now – 3:37
7. Pain of Love – 3:51 (testo: Dave Roth, Pat Benzner, David Jost, Bill Kaulitz, Guy Chambers – musica: Guy Chambers, Dave Roth, Pat Benzner, David Jost, Tom Kaulitz)
8. Dogs Unleashed – 3:41 (testo: Dave Roth, Pat Benzner, David Jost, Bill Kaulitz, Martin Kierszenbraum – musica: Dave Roth, Pat Benzner, David Jost, Tom Kaulitz, Kristian D. Nord)
9. Human Connect to Human – 3:45 (testo: Dave Roth, Pat Benzner, David Jost, Bill Kaulitz, The Matrix – musica: Dave Roth, Pat Benzner, David Jost, The Matrix, Tom Kaulitz)
10. Alien – 3:02
11. Phantomrider – 4:29
12. Zoom Into Me – 3:52 (testo: Dave Roth, Pat Benzner, David Jost, Bill Kaulitz, Desmond Child – musica: Dave Roth, Pat Benzner, Desmond Child, David Jost, Tom Kaulitz)

Tracce bonus nell'edizione deluxe
1. Phantomrider – 4:29
2. That Day – 3:27 (testo: Dave Roth, Pat Benzner, David Jost, Bill Kaulitz, The Matrix – musica: The Matrix, Dave Roth, Pat Benzner, David Jost, Tom Kaulitz)
3. Hey You – 2:55 (testo: Dave Roth, Pat Benzner, David Jost, Bill Kaulitz, The Matrix – musica: The Matrix, Dave Roth, Pat Benzner, David Jost, Tom Kaulitz)
4. Screamin' – 3:56 (testo: The Matrix, Dave Roth, Pat Benzner, David Jost, Jonathan Davis, Bill Kaulitz – musica: The Matrix, Dave Roth, Pat Benzner, David Jost, Jonathan Davis, Tom Kaulitz)

## Formazione
- Bill Kaulitz – voce, tastiera
- Tom Kaulitz – chitarra, pianoforte
- Georg Listing – basso
- Gustav Schäfer – batteria

## Classifiche
| Classifica (2009) | Posizione massima |
| ----------------- | ----------------- |
| Austria           | 8                 |
| Belgio (Fiandre)  | 6                 |
| Belgio (Vallonia) | 6                 |
| Danimarca         | 26                |
| Francia           | 3                 |
| Finlandia         | 9                 |
| Germania          | 1                 |
| Italia            | 2                 |
| Messico           | 7                 |
| Norvegia          | 16                |
| Nuova Zelanda     | 38                |
| Paesi Bassi       | 6                 |
| Polonia           | 42                |
| Portogallo        | 2                 |
| Spagna            | 2                 |
| Stati Uniti       | 35                |
| Svezia            | 8                 |
| Svizzera          | 10                |